# مارك دين (كرة سلة)
مارك دين (بالإنجليزية: Mark Dean) مواليد 30 ديسمبر 1971 في ناساو، هو لاعب كرة سلة بهامي سابق. يبلغ طوله 6 قدم 9 بوصة (2.1 م). لعب مع إم زد تي سكوبيه من سنة 1995 إلى 1997، ثم لعب مع بنفيكا لكرة السلة في موسم 2001–2002، ثم لعب مع النادي الأهلي السعودي لكرة السلة في موسم 2003–2004.

## روابط خارجية
- مارك دين على موقع كرة السلة الأوروبية.كوم (الإنجليزية)
- مارك دين على موقع كلية كرة السلة في سبورتس رفرنس.كوم (الإنجليزية)
- مارك دين على موقع بروبوليرز (الإنجليزية)